# Prabhas
Venkata Satyanrayana Prabhas Raju Uppalapati (Imię w telugu: ప్రభాస్, urodzony 23 października 1976 według innych źródeł w 1981), bardziej znany jako Prabhas jest tollywoodzkim aktorem i bratankiem tollywoodzkiego gwiazdora i polityka Krishnam Raju Uppalapati.

## Kariera
Pierwsze filmy Prabhasa Eeswar i Raghavendra nie odniosły kasowych sukcesów. Sławę przyniósł mu film Varsham(Deszcz) z roku 2004. Po tym sukcesie kolejne dwa filmy Adavi Ramudu i Chakram  nie spełniły oczekiwań fanów Prabhasa. Dopiero we wrześniu 2005 powrócił w Chatrapati.

## Filmografia
| Rok  | Tytuł              | Rola                                             | W innych rolach                                        | Reżyser          | Uwagi                                            |
| ---- | ------------------ | ------------------------------------------------ | ------------------------------------------------------ | ---------------- | ------------------------------------------------ |
| 2002 | Eeswar             | Eeswar                                           | Sreedevi                                               | Jayanth.P        |                                                  |
| 2003 | Raghavendra        | Raghava                                          | Anshu, Swetha Agarwal                                  | Suresh Krishna   |                                                  |
| 2004 | Varsham            | Venkat                                           | Trisha Krishnan                                        | Shobhan          | Nagroda Santosham Best Young Performers Award    |
| 2004 | Adavi Ramudu       | Ramudu                                           | Aarti Agarwal                                          | B.Gopal          |                                                  |
| 2005 | Chakram            | Chakram                                          | Asin Thottumkal, Charmee Kaur                          | Krishna Vamsi    |                                                  |
| 2005 | Chatrapati         | Sivaji/Chatrapati                                | Shriya Saran                                           | S.S.Raja Mouli   | Nominowany do Filmfare Best Actor Award (Telugu) |
| 2006 | Pournami           | Siva Kesava                                      | Trisha Krishnan, Charmee Kaur                          | Prabhu Deva      |                                                  |
| 2007 | Yogi               | Eeshwar Chandra Prasad alias Yogi                | Nayan Tara                                             | V.V.Vinayak      |                                                  |
| 2007 | Munna              | Munna                                            | Illeana DeCruz                                         | Vamsi Paidipally |                                                  |
| 2008 | Bujjigadu          | Bujjigadu                                        | Trisha Krishnan, Sanjana                               | Puri Jagannadh   |                                                  |
| 2009 | Ek Niranjan        | Chotu                                            | Kangana Ranaut                                         | Puri Jagannath   |                                                  |
| 2009 | Billa              | Billa / Ranga                                    | Krishnam Raju, Anushka Shetty, Namitha                 | Meher Ramesh     |                                                  |
| 2010 | Darling            | Prabha                                           | Kajal Agarwal                                          | A. Karunakaran   | Nagroda CineMAA dla Najlepszego Aktora           |
| 2011 | Mr. Perfect        | Vicky                                            | Taapsee Pannu, Kajal Agarwal                           | Dasarath         |                                                  |
| 2012 | Rebel              | Rishi                                            | Krishnam Raju, Tamannah Bhatia                         | Raghava Lawrence |                                                  |
| 2013 | Mirchi             | Jai                                              | Anushka Shetty, Richa Gangopadhyay                     | Koratala Siva    | Nagroda Nandi dla Najlepszego Aktora             |
| 2014 | Bahubali: Początek | Mahendra Baahubali / Shivudu Amarendra Baahubali | Rana Daggubati, Anushka Shetty, RamyaKrishna, Tamannah | S.S.Rajamouli    |                                                  |
| 2017 | Bahubali: Finał    | Mahendra Baahubali / Shivudu Amarendra Baahubali | Rana Daggubati, Anushka Shetty, RamyaKrishna, Tamannah | S.S.Rajamouli    |                                                  |
| 2018 | Saaho              | N/A                                              | Shraddha Kapoor, Neil Nitin Mukesh                     | Sujeeth          | Zapowiedziany                                    |